# Team Telekom/2003
Deze pagina geeft een overzicht van de Duitse wielerploeg Team Telekom in 2003.
| Naam                 | Geboortedatum | Nationaliteit    | Ploeg 2002                   |
| -------------------- | ------------- | ---------------- | ---------------------------- |
| Mario Aerts          | 31-12-1974    | België           | Lotto - Adecco               |
| Rolf Aldag           | 25-08-1968    | Duitsland        | Team Deutsche Telekom        |
| Santiago Botero      | 27-10-1972    | Colombia         | Kelme - Costa Blanca         |
| Cadel Evans          | 14-02-1977    | Australië        | Mapei - Quick Step           |
| Gian Matteo Fagnini  | 11-10-1970    | Italië           | Team Deutsche Telekom        |
| Giuseppe Guerini     | 14-02-1970    | Italië           | Team Deutsche Telekom        |
| Torsten Hiekmann     | 17-03-1980    | Duitsland        | Team Deutsche Telekom        |
| Danilo Hondo         | 04-01-1974    | Duitsland        | Team Deutsche Telekom        |
| Kai Hundertmarck     | 25-04-1969    | Duitsland        | Team Deutsche Telekom        |
| Bobby Julich         | 18-11-1971    | Verenigde Staten | Team Deutsche Telekom        |
| Matthias Kessler     | 16-05-1979    | Duitsland        | Team Deutsche Telekom        |
| Andreas Klier        | 15-01-1976    | Duitsland        | Team Deutsche Telekom        |
| Andreas Klöden       | 22-06-1975    | Duitsland        | Team Deutsche Telekom        |
| David Kopp           | 05-01-1979    | Duitsland        | Team Deutsche Telekom        |
| Daniele Nardello     | 02-08-1972    | Italië           | Mapei - Quick Step           |
| Dirk Reichl          | 12-09-1981    | Duitsland        | Team Deutsche Telekom        |
| Paolo Savoldelli     | 07-05-1973    | Italië           | Index Alexia                 |
| Jan Schaffrath       | 17-09-1971    | Duitsland        | Team Deutsche Telekom        |
| Stephan Schreck      | 15-07-1978    | Duitsland        | Team Deutsche Telekom        |
| Stefan Schumacher    | 21-07-1981    | Duitsland        | Team Deutsche Telekom        |
| Aleksandr Vinokoerov | 16-09-1973    | Kazachstan       | Team Deutsche Telekom        |
| Christian Werner     | 28-06-1979    | Duitsland        | Team Nürnberger Versicherung |
| Steffen Wesemann     | 11-03-1971    | Duitsland        | Team Deutsche Telekom        |
| Sergei Yakovlev      | 21-04-1976    | Kazachstan       | Team Deutsche Telekom        |
| Erik Zabel           | 07-07-1970    | Duitsland        | Team Deutsche Telekom        |

## Ploegleiders
- Mario Kummer
- Frans Van Looy
- Giovanni Fidanza

## Fietsen
Team Telekom reed in 2003 op fietsen van het merk Pinarello

## Overwinningen
- GP Miguel Indurain

Winnaar: Matthias Kessler
- Gent-Wevelgem

Winnaar: Andreas Klier
- Amstel Gold Race

Winnaar: Alexander Vinokoerov
- Paris-Nice

Eindklassement: Alexander Vinokoerov
- Ronde van Zwitserland

1e etappe: Alexander Vinokoerov
7e etappe: Sergej Jakovlev
Eindklassement: Alexander Vinokoerov
- Ronde van Frankrijk

9e etappe: Alexander Vinokoerov
- Parijs-Tours

Winnaar: Erik Zabel
- Ronde van Spanje

10e etappe: Erik Zabel
11e etappe: Erik Zabel
Puntenklassement: Erik Zabel
1989 · 1990 · 1991 · 1992 · 1993 · 1994 · 1995 · 1996 · 1997 · 1998 · 1999 · 2000 · 2001 · 2002 · 2003 · 2004 · 2005 · 2006 · 2007 · 2008 · 2009 · 2010 · 2011